# Wacky Races (videogioco 1991 computer)
Wacky Races è un videogioco tratto dalla serie animata comica di corse automobilistiche Wacky Races, pubblicato nel 1991 per Amiga e Atari ST e nel 1992 per Amstrad CPC, Commodore 64 e ZX Spectrum dalla Hi-Tec Software, editrice britannica che era già nota per le sue trasposizioni di cartoni animati su home computer. Si controllano Dick Dastardly e Muttley, i "cattivi" della serie animata, in sequenze di guida e a piedi, entrambe a piattaforme.
A fine 1991 uscì anche un Wacky Races per la console NES, ma si tratta di un gioco diverso, di altro produttore. Questi furono i primi due videogiochi di Wacky Races, seguiti da altri negli anni 2000.

## Modalità di gioco
Il gioco consiste principalmente in gare automobilistiche su fantasiosi percorsi bidimensionali a scorrimento orizzontale, con visuale di profilo. Solo su Amiga e Atari ST lo scorrimento può essere anche un po' in verticale quando si cambia altitudine. I percorsi si svolgono in ambienti collinari o sopra edifici e sono costituiti da piattaforme, orizzontali o in pendenza. Si parte dall'estremità sinistra e si deve arrivare all'estremità destra dello scenario. Il giocatore controlla l'auto di Dick Dastardly in competizione con altre auto della serie animata, per un totale di sei concorrenti (quattro su Amstrad CPC e ZX Spectrum).
L'auto può essere mossa a varie velocità in avanti o a marcia indietro e può saltare. A volte le piattaforme a varie altitudini formano più percorsi alternativi, e potrebbe anche essere necessario fare marcia indietro per prendere un'altra strada perché ci si ritrova in un vicolo cieco. I pericoli sono precipitare nei buchi dello scenario e scontrarsi con gli altri concorrenti o con animali e altri ostacoli. Si dispone di più vite e di alcune tacche di energia per ciascuna. L'auto è armata di un corto spuntone retrattile che si può spingere in avanti per colpire e togliere di mezzo le auto avversarie e gli ostacoli.
Ci sono in tutto sei livelli ovvero sei tappe con percorsi di diverso aspetto; per superare una tappa è necessario arrivare al traguardo con un buon piazzamento in classifica. Tra una tappa e l'altra ci sono livelli di intermezzo dove si controlla un personaggio a piedi e si devono preparare trappole per le altre auto.
Il design dei livelli è praticamente uguale nelle versioni Amiga, Atari ST e Commodore 64, mentre quelle Amstrad CPC e ZX Spectrum hanno scenari differenti, ma corrispondono tra di loro. La versione ZX Spectrum ha la visuale principale monocromatica, sebbene inizialmente fosse prevista a colori (una versione preliminare, non pubblicata, era sviluppata nel 1991 dalla Enigma Variations Ltd., autrice anche degli originali Amiga e ST).
I livelli di intermezzo, in particolare, hanno funzionamento differente a seconda della versione:
- Su Amiga, Atari ST e Commodore 64 si controlla Dick Dastardly che risale una parete rocciosa a scorrimento verticale, saltando su piattaforme e usando scalette. Si devono raccogliere uno alla volta i componenti della trappola e portarli a Muttley che aspetta in basso e li assembla automaticamente.
- Su Amstrad CPC e ZX Spectrum si controlla Muttley in uno scenario a scorrimento orizzontale, stilisticamente simile a quello della gara precedente, ma molto più breve[3]. Le trappole e altri bonus si trovano all'interno di blocchi etichettati "?", da rompere saltandogli addosso da sotto, nello stile di Super Mario Bros.